# Belmonte (Santa Catarina)
Belmonte este un oraș în Santa Catarina (SC), Brazilia.